# ATP Buenos Aires 1992
L'ATP Buenos Aires 1992 è stato un torneo di tennis facente parte della categoria ATP Challenger Series nell'ambito dell'ATP Challenger Series 1992. Il torneo si è giocato a Buenos Aires in Argentina dal 12 al 18 ottobre 1992 su campi in terra rossa.

## Vincitori

### Singolare
Juan Gisbert Schultze ha battuto in finale  Carsten Arriens con il punteggio di 6–1, 7–6

### Doppio
Pablo Albano /  Javier Frana hanno battuto in finale  Horacio de la Peña /  Gabriel Markus con il punteggio di 2–6, 6–3, 6–4